# José Pinto Ribeiro
José António de Melo Pinto Ribeiro GOL (Quissico, 9 de setembro de 1946) é um advogado português.

## Biografia
Vindo de Moçambique para o Porto em 1952, estudou no Colégio Alemão do Porto, até 1962, e no Liceu Normal D. Manuel II, até 1964. Em 1969 licenciou-se em Direito, pela Faculdade de Direito da Universidade de Lisboa, recebendo o Prémio Gulbenkian para o Melhor Aluno de Ciências Jurídico-Económicas. Leccionou em instituições de ensino públicas e privadas; como assistente, no Instituto Superior de Economia da Universidade Técnica de Lisboa (1971-1980) e na Faculdade de Direito da Universidade de Lisboa (1975-1987) e, como professor convidado, na Universidade Autónoma de Lisboa (1987-1993), no Instituto Superior de Ciências do Trabalho e da Empresa (1996-1997) e da Faculdade de Direito da Universidade Nova de Lisboa (1997-2002). Advogado desde 1971, é sócio da J. A. Pinto Ribeiro & Associados, com sede na Rua Duque de Palmela, em Lisboa. Foi assessor jurídico da Área Internacional do Banco Português do Atlântico (1974-1990), participou na constituição da Sociedade Interbancária de Serviços (1985) e presidiu ao Comité Jurídico da Federação Bancária da União Europeia (1995-1998), como representante da Associação Portuguesa de Bancos. É presidente da Assembleia-Geral de várias sociedades, e foi administrador da PT Multimédia, da Fundação Colecção Berardo e integrou a Comissão Nacional para as Comemorações do 50º Aniversário da Declaração dos Direitos do Homem (1998). Como comentador, colaborou com a TSF (1994-1995) e a RTPN (2007). Foi igualmente sócio da agência de criativos Produções Fictícias. Foi Ministro da Cultura do XVII Governo Constitucional de Portugal (2007-2009).

### Condecorações[2][3]
- Grande-Oficial da Ordem da Liberdade de Portugal (30 de Janeiro de 2006)
- Grã-Cruz da Ordem do Mérito da Polónia (3 de Março de 2009)
- Grã-Cruz com Estrela da Ordem do Mérito da República Federal da Alemanha (26 de Maio de 2009)

## Funções governamentais exercidas
- XVII Governo Constitucional de Portugal
  - Ministro da Cultura